# Donna Adamek
Donna Adamek (n. Duarte, Califórnia, 1 de fevereiro de 1957) é uma jogadora de boliche profissional americana que foi nomeada Jogadora de Boliche do Ano pelo WIBC Tour quatro vezes (1978-1981). Donna ganhou 19 títulos profissionais em sua carreira de 16 anos. Ela também ganhou o título WIBC Queens (atual USBC Queens) em 1979 e 1980, dois U.S. Opens, e o Sam's Club Invitational em 1988. Adamek foi eleita para o Hall da Fama da PWBA e WIBC.